# فلسطين (فلم 1912)
فلسطين (بالإنجليزية: Palestine) هو فيلم وثائقي صامت أمريكي من إنتاج عام 1912. صوّر الفيلم في فلسطين.

## روابط خارجية
- فلسطين على موقع IMDb (الإنجليزية)